# Краснітський Олексій Михайлович
Олексій Михайлович Краснітський (21 вересня 1923 — 31 січня 1985) — Видатний радянський лісовод та діяч охорони природи.

## Біографія
Олексій Михайлович народився 21 вересня 1923 року в селищі Кшень Курської області. Його батько, Михайло Якович Краснітський, працював ветеринарним лікарем; сім'я жила у ветлікарні в Щиграх. Мати, Наталія Михайлівна Оболенська, була домогосподаркою. До Другої світової війни Олексій закінчив тільки 9 класів середньої школи. У 1941 р. пішов до діючої армії і воював у складі 471-го стрілецького полку Новозибківської дивізії. У 1943 р. воював на Курській дузі, пізніше, під Гомелем, був важко поранений і контужений, але після лікування в госпіталі повернувся в стрій, продовжив воювати і був удостоєний багатьох бойових нагород. У 1947 році, перебуваючи в армії, він вступив до лав КПРС, а в 1949 р. був демобілізований. Повернувшись додому, О. М. Краснітський закінчив 10-й клас і вступив на лісогосподарський факультет Воронезького лісотехнічного інституту. Закінчивши його в 1955 році з відзнакою, він продовжив навчання в аспірантурі інституту, вів наукову роботу на кафедрі загального лісівництва під керівництвом проф. О. Г. Капера. Темою кандидатської дисертації була будова та властивості деревини ясена звичайного в різних місцях проживання в басейні Середнього Дону. У цей же час склався його стійкий інтерес до проблем заповідної справи.

## Наукова та практична діяльність
Після захисту дисертації Олексій Михайлович був направлений на роботу в Жигулівський заповідник на посаду заступника директора з наукової частини. За два роки він заклав там пробні площі, провів цікаві спостереження щодо екології липи і клена.
У 1960 р. Краснітський вперше відвідав Центрально-Чорноземний заповідник з комісією з перевірки діяльності Яїцького Миколи Івановича (у той час обіймав посаду директора), не підозрюючи, що в найближчому майбутньому йому самому доведеться очолювати цей заповідник.
На початку шістдесятих років по країні пройшла друга «хвиля» ліквідації заповідників. У 1961 р. в черговий раз був закритий Жигулівський заповідник, та О. М. Краснітському було запропоновано місце директора Центрально-Чорноземного заповідника. У вересні 1961 р. він розпочав роботу. Перевіз батьків із селища Щигри. Зібрав колектив і сказав, що для нормального життя та роботи багато чого не вистачає, що буде важко, але спільно ми все подолаємо. І співробітники заповідника, під керівництвом нового директора, засукавши рукави, взялися за справу: з'єднали асфальтованою дорогою центральну садибу заповідника з трасою Москва-Сімферополь. Потім з'явилася постійна електрика, змінивши генератор, що працював лише вечорами. Увійшли до ладу водопровід, каналізація. Селище одним з перших в області було газифіковане. Краснітський вмів по-господарськи витратити не лише свої кошти, а й здобути додаткові. У кінці кожного року, коли деякі із заповідників не встигали освоїти виділені їм державою гроші, Краснітський вирушав до Москви «вибивати» кошти під уже укладені договори. Таким чином, майже вся матеріальна база заповідника була створена в роки його керівництва. В 1967 р. були споруджені новий адміністративний будинок, гаражі, лазня, пошта; одночасно будувалися будівля під магазин, двоповерховий житловий будинок, а стара будівля контори була переобладнана на Музей Природи, який відкрився в 1971 р. Не шкодував директор своїх сил і того ж вимагав від інших. Майже не бував у відпустках, вважаючи заповідник своїм дітищем. Не маючи своєї власної сім'ї, всю свою енергію віддавав тільки роботі, займаючись паралельно науковими дослідженнями.
За його пропозицією було створено Координаційну раду з комплексних досліджень на території ЦЧЗ під головуванням проф. О. О. Роде. Олексій Михайлович, залишаючись лісоводом, поступово став широкомислячим біогеоценологом під впливом спілкування з видатними вченими різних спеціальностей. Надалі наукові контакти заповідника ще більш розширилися, особливо після організації на його території Експериментальної польової бази Інституту географії АН СРСР під керівництвом академіка І. П. Герасимова. Зріс науковий авторитет заповідника в країні і за кордоном. У 1979 р. Центрально-Чорноземний заповідник став одним із біосферних заповідників у СРСР. У книзі «Лукомор'я — де воно?» Ф. Р. Штільмарк так написав про Краснітського: «Олексій Михайлович, еколог і лісівник, справжній ентузіаст заповідної справи, що поєднував в собі видного вченого з хорошим адміністратором. Недарма зовсім крихітний, розкиданий по різних дільницях області Центрально-Чорноземний заповідник загальною площею всього 4,8 тисячі гектарів вважався найкращим серед головних претендентів на статус біосферного заповідника, що тоді тільки-но входили „в моду“».
Здійснення комплексних наукових досліджень, суворе дотримання статусу заповідника, його благоустрій значною мірою забезпечувався діяльністю О. М. Краснітського. Незважаючи на адміністративне навантаження, він залишався вченим-дослідником. Предметом його наукових інтересів були екологія і біологія деревних рослин, порослеве відновлення дібров, динаміка лісової і лугової рослинності. За 24 роки роботи в ЦЧЗ О. М. Краснітським було опубліковано 65 наукових робіт, підготовлено кілька науково-популярних збірок, налагоджено випуск «Праць заповідника».
Наукові та організаторські здібності О. М. Краснітського проявилися і за межами його діяльності в ЦЧЗ. За внесок у справу охорони лісів та лісове господарство йому присвоїли почесне звання «Заслужений лісівник РРФСР», він нагороджений кількома медалями ВДНГ, організував низку наукових нарад із теоретичних проблем заповідної справи на території ЦЧЗ, брав участь у організаційних комітетах всесоюзних наукових шкіл.

## Внесок у справу охорони природи
Краснітський говорив, що:
 … заповідна справа полягає не в порятунку всякої екзотики чи розведенні якихось чудасій, заповідники служать не тільки науці, вони з'єднують минуле з майбутнім, зберігають надію у свідомості кожного з нас. Надію на міцність земного буття! На його непорушність, нехай навіть на заповідних островах землі!… Заповідники потрібні всім і кожному, а не обраним! Нехай «роботяги» або «клерки» вбачають в наших заповідниках кришталеву мрію про збереження дикої природи, з якою можна стикнутися. Наші заповідники — лабораторії природи, святая святих, хранителі правди і віри.
У 1970-х — на початку 1980-х років О. М. Краснітський був одним із найкращих директорів російських заповідників і активним діячем заповідної справи. Саме в ці роки він стає одним із класиків концепції абсолютної заповідності, зробивши найважливіший внесок у теорію заповідної справи.
Справа в тому, що сформульований Г. О. Кожевніковим у перші десятиліття XX століття імператив концепції «абсолютної заповідності» не мав механізму реалізації та нормативної бази. Через це він зазнав критики з боку екологів-регуляторів. На забуття ідеї абсолютної заповідності також вплинула політична ситуація в СРСР у 1930–1960-х роках, коли вважалося, що охороняти природу в умовах планового соціалістичного господарства не має сенсу. Недарма у 1951 році Сталін закрив близько 100 заповідників, а в 1961 році Хрущов — ще близько 20.
Слід також підкреслити, що в 1960-х—1970-х роках у науковій літературі з заповідної справи всіляко аргументувалися і рекламувалися різні регуляційні заходи в заповідниках — рубки лісу, покоси, боротьба з хижаками, біотехнія. Найбільша заслуга О. М. Краснітського полягає в тому, що він першим зважився провести сміливий розворот до класичних і забутим ідей Г. О. Кожевнікова про абсолютну заповідність. Як лісівник, він прекрасно бачив і усвідомлював всю ту екологічну шкоду, якої завдавали санітарні рубки заповідній екосистемі. Тому в 1974 р. в журналі «Охота и охотничье хозяйство» він виступив з революційною статтею «Лісогосподарські тенденції в заповідниках», піддавши гострій і аргументованої критиці рубки лісу в заповідниках. Пізніше цієї теми він торкався і в інших своїх публікаціях.
На думку О. М. Краснітського, санітарні та інші види рубки в заповідниках порушують закономірність природного відбору, ведуть до негативної селекції, боротьби з законами природи, негативно впливають на водний режим ґрунтів, накопичення гумусу, знищують місця проживання лісової фауни і флори. Автор також зазначає, що екологічно необґрунтованою є в заповідниках і лісокультурна діяльність: «… лісокультурною діяльністю в заповідниках грубо порушується ритм природних процесів і знецінюється науково-інформаційний ресурс їх природи».
Поступово він підходить до критики та інших регуляційних заходів у заповідниках — «оптимізації» гідрологічного режиму, регулювання чисельності тварин, а в останні роки свого життя він підійшов до критики «святе-святих» заповідної регуляції — сіножатей в степових заповідниках. Він піддав сумніву висловлювання багатьох маститих ботаніків про те, що нібито раніше степи формувалися під впливом диких копитних (що, до речі, досі не доведено з наукової точки зору). Багаторічний аналіз скошуваних і нескошуваних ділянок степів в Центрально-Чорноземному заповіднику дав йому аргументи про те, що косовиця в степових заповідниках екологічно невиправдана, оскільки вносить суттєві негативні зміни в динаміку рослинних угруповань, формування гумусу і гідрологічного режиму ґрунту, а також фауну степу. О. М. Краснітський (спільно зі своїм колегою С. О. Диренковим) доводили, що покоси в заповідниках, так само, як і інші регуляційні заходи, позбавляють заповідники їхньої інформаційної цінності і зводять нанівець результати моніторингу досліджень. О.M. Краснітський і С. О. Диренков, аналізуючи наслідки сінокосіння в Центрально-Чорноземному заповіднику, вказують:
У результаті косіння різко порушується сезонна ритміка вегетації та фізіологічних процесів, відчужується органічна маса разом із вкладеними в ній енергією та речовинами, спостерігаються обмеження та припинення формування насіння тих чи інших рослин. Сінокосіння спричиняє кількісні та якісні порушення процесів природного розподілу насіння, відбору форм і видів рослин, здатних існувати при їх косінні у визначені терміни (…). Цікаво зазначити, що в 1959 р. режим постійного (щорічного) косіння… виявив свою неспроможність: різко знизилася продуктивність фітомаси, знизилася барвистість степу, незадовільно йшли процеси природного поновлення…
О. М. Краснітський і С. О. Диренков у 1978 році сформулювали найважливіший принцип концепції абсолютної заповідності, що дає можливість реалізації ідеї абсолютної заповідності на практиці: принцип поділу функцій заповідних територій на два типи. Головне завдання природних заповідників — охорона екосистем і спонтанних еволюційних процесів у них, а головне завдання інших охоронюваних природних територій, таких як національні природні парки, заказники тощо, — охорона біорізноманіття. У зв’язку з цим регуляційні заходи, які порушують спонтанний розвиток екосистем, у заповідниках повинні бути заборонені, і їх проведення можливе лише на інших охоронюваних природних територіях, основне завдання яких — охорона біорізноманіття, включно з рідкісними видами.
Вінцем наукового внеску О. М. Краснітського в концепцію абсолютної заповідності є його монографія «Проблеми заповідного діла», опублікована у 1983 році в Москві. Ця книга — один із досі неперевершених аналізів регуляційних заходів у заповідниках та їх аргументованої наукової критики.
Слід додати, що в цій роботі автор також одним із перших в СРСР піддає критиці туризм і численні студентські практики в заповідниках. Вклад О. М. Краснітського в теорію заповідної справи відомий американський дослідник історії російської природоохорони Д. Уїнер назвав «вчинком сміливого розуму».
Помер О. М. Краснітський після важкої хвороби 31 січня 1985 року.

## Основні публікації щодо охорони природи
- Краснитский А. М. Естественное распространение деревьев и кустарников на некосимой залежи в Центрально-Черноземном заповеднике // Бот. журн. — 1973. — № 2. — С. 212–224.
- Краснитский А. М. Лесохозяйственные мероприятия и их место в заповедном деле (о рубках леса в заповедниках) // Бюлл. МОИП, отд. Биол. — 1975. — № 2. — С. 18-29.
- Игнатенко О. С., Жмыхова В. С., А. М. Краснитский и др. Оценка разных режимов охраны луговых степей Центрально-Черноземного заповедника // Тез. Докл. VI Делегат. съезда ВБО. — Л.: Наука, 1978. — С. 14-15.
- Краснитский А. М. Основные задачи специализации заповедного дела // Растит. мир охран. территорий. — Рига : Зинатне, 1978. — С. 29-33.
- Краснитский А. М. Лесохозяйственные мероприятия и их место в заповедном деле // Опыт работы и задачи заповедников СССР. — М.: Наука, 1979. — С. 113–123.
- Дыренков С. А., Краснитский А. М. Основные функции заповедных территорий и их отражение в режиме создания лесных экосистем // Бюлл. МОИП, отд. Биол. — 1982. — Т. 87, вып. 6. — С. 105–112.
- Краснитский А. М. Проблемы заповедного дела. — М.: Лесн. пром-сть, 1983. — 191 с.
- Краснитский А. М., Гусев А. А. и др. Принципы охраны и современное состояние травяных экосистем европейской лесостепи // Пробл. охраны генофонда и управления экосистемами в заповедниках степ. и лесостеп. зон. — М.: Изд-во АН СССР, 1984. — С. 131–135.

## Про нього
- Дыренков С. А., Жмыхова В.С, Семенова-Тян-Шанская А. М., Тихомиров В. Н. Памяти Алексея Михайловича Краснитского // Бюлл. МОИП, отд. Биол. — 1986. — Вып. 5. — С. 139–144.
- Борейко В. Е. Заповедники, заповедность и живородящий хаос — К.: КЭКЦ, 2010. — 48 с.